# 인터턴 비디오 컴퓨터 4000

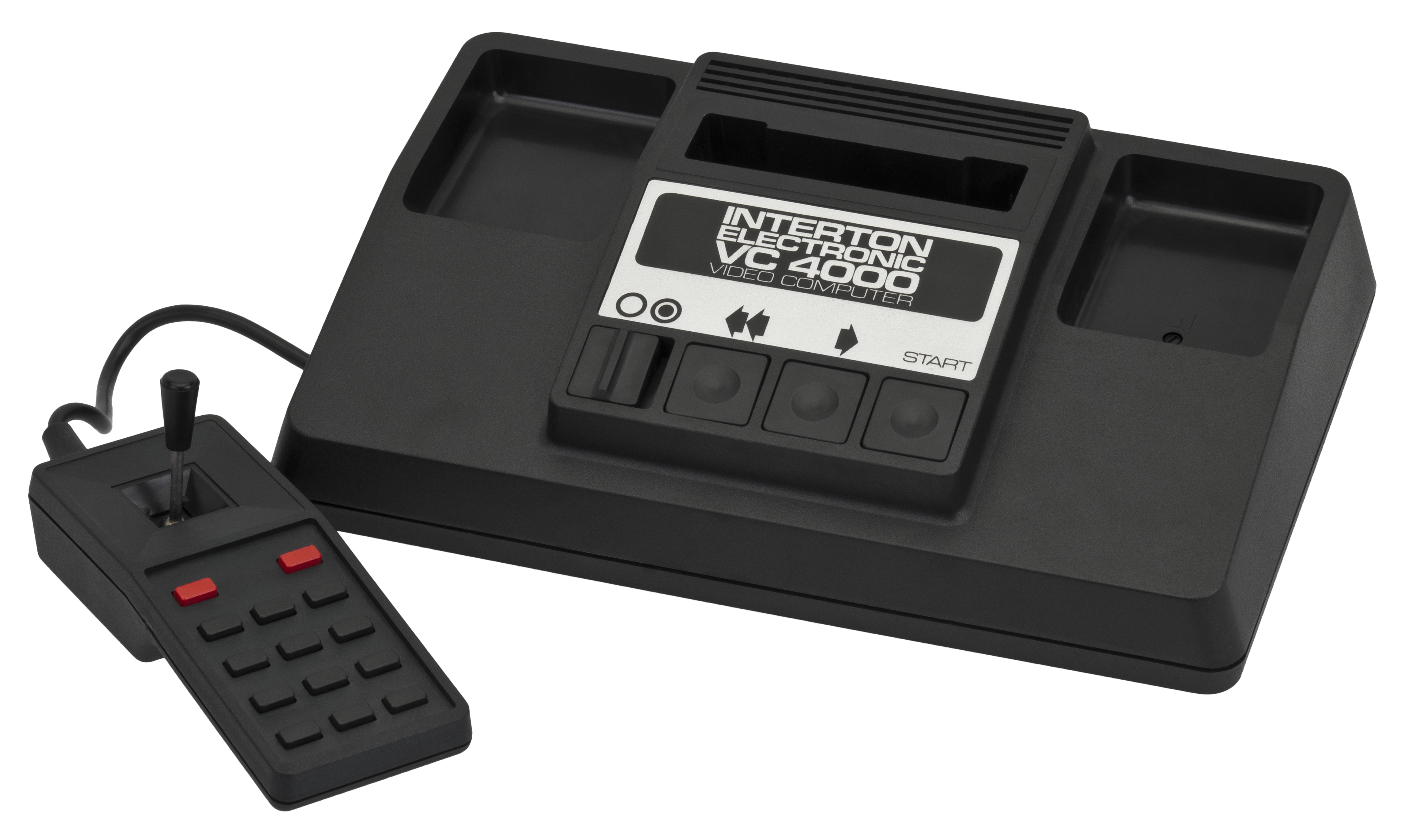
인터턴 VC 4000 게임 컨트롤러

인터턴 비디오 컴퓨터 4000(영어: Interton Video Computer 4000, 공식적으로 인터턴 VC 4000(Interton VC 4000))은 초기의 8비트 롬 카트리지 기반이다. 독일, 영국, 프랑스, 오스트리아, 네덜란드에 출시된 2세대 가정용 비디오 게임 콘솔이다. 인터턴. 이 콘솔은 독일 밖에서는 잘 알려져 있지 않지만 수많은 유럽 국가(1292 고급 프로그래밍 가능 비디오 시스템 버전 참조)에서 소프트웨어 호환 시스템을 찾아볼 수 있다. 이 콘솔은 인터턴 비디오 3001의 후속작으로 298에 판매되었으며 1983년에 단종되었다.
인터턴이 인터턴 VC 4000을 자체적인 권리로 설계하고 생산했는지, 아니면 디자인하고 생산할 수 있는 권리를 판매했는지는 알려지지 않았다. 다른 많은 해외 브랜드들이 이전 몇 년 동안 이 시스템의 "클론"(clones)을 생산해 왔기 때문이다.
인터턴 VC 4000은 시그네틱스 2650 CPU(아카디아 2001과 동일)와 시그네틱스 2636 게이밍 컨트롤러에서 사용할 수 있다. 두 컨트롤러 모두 12버튼 키패드, 2개의 파이어버튼, 1개의 조이스틱을 포함하고 있다. 시스템 조작반 내부에는 4개의 다른 버튼이 있다. 온/오프 스위치, 리셋(RESET), 선택(SELECT) 및 시작(START)이다.

## 릴리스 버전
그 콘솔은 다른 회사들에 의해 생산되었고 다른 이름으로 판매되었다. 카트리지 슬롯의 모양과 치수의 차이로 인해 모든 콘솔이 다른 콘솔과 호환되는 것은 아니지만 모든 시스템은 소프트웨어와 호환된다.
1292년 고급 프로그램 가능 비디오 시스템에 대한 기사에는(슬롯으로 인해) 호환성 제품군별로 그룹화된 모든 소프트웨어에서 호환 콘솔이 있는 테이블이 있다.

## 사양
- CPU: 시그네틱스 2650A에서 0.887 MHz
- 비디오 컨트롤러: 시그네틱스 2636
- 데이터 메모리: 37바이트